# Rouvrois-sur-Othain
Rouvrois-sur-Othain és un municipi francès situat al departament del Mosa i a la regió del Gran Est. L'any 2007 tenia 190 habitants.

## Demografia

### Població
El 2007 la població de fet de Rouvrois-sur-Othain era de 190 persones. Hi havia 76 famílies, de les quals 23 eren unipersonals (8 homes vivint sols i 15 dones vivint soles), 23 parelles sense fills i 30 parelles amb fills.
La població ha evolucionat segons el següent gràfic:
Habitants censats

### Habitatges
El 2007 hi havia 95 habitatges, 79 eren l'habitatge principal de la família, 7 eren segones residències i 9 estaven desocupats. 90 eren cases i 5 eren apartaments. Dels 79 habitatges principals, 66 estaven ocupats pels seus propietaris i 13 estaven llogats i ocupats pels llogaters; 3 tenien dues cambres, 5 en tenien tres, 20 en tenien quatre i 52 en tenien cinc o més. 61 habitatges disposaven pel capbaix d'una plaça de pàrquing. A 26 habitatges hi havia un automòbil i a 44 n'hi havia dos o més.

### Piràmide de població
La piràmide de població per edats i sexe el 2009 era:
| Homes | Edats   | Dones |
| ----- | ------- | ----- |
| 0     | 95 o +  | 0     |
| 0     | 90 a 94 | 0     |
| 0     | 85 a 89 | 4     |
| 0     | 80 a 84 | 0     |
| 0     | 75 a 79 | 8     |
| 0     | 70 a 74 | 0     |
| 0     | 65 a 69 | 0     |
| 8     | 60 a 64 | 4     |
| 0     | 55 a 59 | 8     |
| 12    | 50 a 54 | 4     |
| 8     | 45 a 49 | 8     |
| 4     | 40 a 44 | 12    |
| 8     | 35 a 39 | 8     |
| 8     | 30 a 34 | 4     |
| 4     | 25 a 29 | 12    |
| 4     | 20 a 24 | 16    |
| 20    | 15 a 19 | 12    |
| 4     | 10 a 14 | 0     |
| 12    | 5 a 9   | 4     |
| 4     | 0 a 4   | 8     |

## Economia
El 2007 la població en edat de treballar era de 132 persones, 96 eren actives i 36 eren inactives. De les 96 persones actives 89 estaven ocupades (52 homes i 37 dones) i 7 estaven aturades (2 homes i 5 dones). De les 36 persones inactives 7 estaven jubilades, 9 estaven estudiant i 20 estaven classificades com a «altres inactius».

### Ingressos
El 2009 a Rouvrois-sur-Othain hi havia 81 unitats fiscals que integraven 205 persones, la mediana anual d'ingressos fiscals per persona era de 15.860 €.

### Activitats econòmiques
Dels 8 establiments que hi havia el 2007, 3 eren d'empreses de comerç i reparació d'automòbils, 1 d'una empresa de transport, 1 d'una empresa d'hostatgeria i restauració i 3 d'empreses classificades com a «altres activitats de serveis».
Dels 4 establiments de servei als particulars que hi havia el 2009, 1 era un taller de reparació d'automòbils i de material agrícola, 2 perruqueries i 1 restaurant.
L'any 2000 a Rouvrois-sur-Othain hi havia 13 explotacions agrícoles que ocupaven un total de 620 hectàrees.

## Equipaments sanitaris i escolars
El 2009 hi havia una escola elemental.

## Poblacions més properes
El següent diagrama mostra les poblacions més properes.